# Blender Foundation
Blender Foundation (ブレンダー・ファウンデーション、Blender財団、ドイツ語: De Blender Stichting) は、FOSSの3DCGソフトウェアであるBlenderの開発を行う非営利団体である。
『Elephants Dream』・『Big Buck Bunny』・『Sintel』・『Tears of Steel』・『Agent 327: Operation Barbershop』などの短編コンピュータアニメーション映画の製作も行っている。

## 概要
Blenderの作者であるトン・ローセンダールが議長 (Chairman) を務めており、企業やコミュニティからの寄付や公式ストアからの収益によって運営されている。この収益はSIGGRAPHやBlender Conferenceでの活動のサポートやウェブサイト (blender.org) の運営などに利用されている。

## プロジェクト
2006年3月、Blender Foundationは最初の映画として『Elephants Dream』を公開した。この映画の成功を受け、ソフトウェア開発とコンテンツ製作のサポートのためにBlender Instituteを設立した。
2008年4月、2作目の映画として『Big Buck Bunny』を公開した。この映画を基にして2008年11月にコンピュータゲームの『Yo Frankie!』を公開した。
2010年9月、3作目の映画として『Sintel』を公開した。
2012年9月、4作目の映画として『Tears of Steel』を公開した。前作までは3DCGのみで製作されていたが、本作では3DCGとソニーのF65カメラで撮影した実写映像を組み合わせて製作された。
『Cosmos Laundromat』(The Gooseberry Open Movie Project) はBlender Foundationが5番目に開始したOpen Movieプロジェクトであり最初の長編映画プロジェクトである。2015年8月にYouTubeにて『Cosmos Laundromat - First Cycle』としてパイロット版が公開された。9月にはオランダ映画祭でパイロット版が10分間上映された。
短編アニメーションシリーズの『Caminandes』は、2013年に1作目の『Caminandes 1: Llama Drama』と2作目の『Caminandes 2: Gran Dillama』公開された。2016年には3作目の『Caminandes 3: Llamigos』が公開された。この作品はBlender・GIMP・Krita・Linuxを利用して製作された。
2018年4月、6作目の映画として『Hero』が公開された。この作品の技術的な目標は、Grease Pencilの使用と改善であった。